# Летниково
Летниково — село в Алексеевском районе Самарской области России. Административный центр сельского поселения Летниково.

## География
Село находится в юго-восточной части Самарской области, в пределах возвышенности Общий Сырт, в степной зоне, на правом берегу реки Чапаевка, на расстоянии примерно 18 км (по прямой) к юго-западу от села Алексеевка, административного центра района. Абсолютная высота — 91 м над уровнем моря.
Часовой пояс
Село Летниково, как и вся Самарская область, находится в часовой зоне МСК+1. Смещение применяемого времени относительно UTC составляет +4:00.

## Население
| 1986 | 2002 | 2010 | 2014 | 2015 |
| ---- | ---- | ---- | ---- | ---- |
| 637  | ↘497 | ↘464 | ↘453 | ↘438 |

Половой состав
По данным Всероссийской переписи населения 2010 года в гендерной структуре населения мужчины составляли 45 %, женщины — соответственно 55 %.
Национальный состав
Согласно результатам переписи 2002 года, в национальной структуре населения русские составляли 97 % из 497 чел.

## Палеонтология
В отложениях раннего триасового периода (нижнеоленёкский подъярус) села Летниково найден ископаемый образец темноспондильной амфибии Benthosuchus cf. sushkini.